# Зуєнко Сергій Михайлович
Сергі́й Миха́йлович Зує́нко (нар. 7 січня 1980 — пом. 25 серпня 2014) — старший сержант Збройних сил України, учасник російсько-української війни.

## Життєпис
Народився 1980 року в селі Шарківщина (Миргородський район, Полтавська область). Закінчив Харківський агропромисловий коледж, спеціальність технік-механік. Протягом 1999—2001 років служив у Національній гвардії та внутрішніх військах України.
Мобілізований 5 квітня 2014-го, старший сержант, командир бойової машини — командир відділення 93-ї окремої механізованої бригади. У травні побував вдома в короткотерміновій відпустці.
Загинув на блокпосту поблизу міста Ясинувата під час мінометного обстрілу, вчиненого російськими терористами — в намет влучила міна. Іноді місцем смерті вказується Костянтинівка.
Без Сергія лишились батько, дружина, син Денис 2008 р.н. Дружина та син проживали в місті Кременчук.
Похований у Шарківщині 29 серпня 2014-го.

## Нагороди та вшанування
За особисту мужність і героїзм, виявлені у захисті державного суверенітету та територіальної цілісності України, вірність військовій присязі під час російсько-української війни, відзначений — нагороджений:
- 15 травня 2015 року — орденом «За мужність» III ступеня (посмертно)[4];
- 8 травня 2015-го в Шарківщині відкрито меморіальну дошку з Сергію Зуєнку;
- у Шарківщині перейменовано вулицю Леніна на вулицю Сергія Зуєнка;
- Його портрет розміщений на меморіалі «Стіна пам'яті полеглих за Україну» у Києві: секція 3, ряд 1, місце 19
- Вшановується 25 серпня на щоденному ранковому церемоніалі вшанування українських захисників, які загинули цього дня у різні роки внаслідок російської збройної агресії[5]
- його ім'я занесене до Книги Пошани Полтавської обласної ради[6]